# لماذا تتحارب الأمم (كتاب)
كتاب لماذا تتحارب الامم، دوافع الحرب في الماضي والحاضر للمؤلف ريتشارد نيد ليبو وترجمة الدكتور ايهاب عبد الرحيم الصادر ترجمته العربية عن سلسلة عالم المعرفة بالكويت في أغسطس 2013 . يتحدث الكتاب عن 4 اسباب ودوافع للحروب هي:
- الخوف.
- المصلحة.
- المكانة.
- الانتقام.

واستخدم المؤلف مجموعة من البيانات الأصلية لدراسة الحروب على مدى ثلاثة قرون ونصف القرن ليخرج بنتائج ان السبب الأول للحروب هو تحقيق المكانة والانتقام، أي الثأر بالمعنى الصحيح.

## المحتوى
يتألف الكتاب من أربعة اجزاء وسبعة فصول يعالج كل قسم واحد من الدوافع الاربعة. ثم بعض ملحق بيانات يفصل الحروب على مدى 350 عام اسبابها واطرافها والزمن الذي حدثت به والتفسير والدول المشاركة. ثم ماحق الهوامش.